# Emoia ruficauda
Espèce
Statut de conservation UICN

 DD  : Données insuffisantes
Emoia ruficauda est une espèce de sauriens de la famille des Scincidae.

## Distribution
Cette espèce est endémique de Mindanao aux Philippines.

## Étymologie
Le nom spécifique ruficauda vient du latin rufus, rouge, et de cauda, la queue, en référence à l'aspect de ce saurien.

## Publication originale
- Taylor, 1915 : New species of Philippine lizards. Philippine Journal of Science, vol. 10, p. 89-109 (texte intégral).